# Oldie Antenne
Die Oldie Antenne ist ein privater Hörfunksender mit Sitz in Ismaning, der von der Antenne Bayern GmbH & Co. KG betrieben wird. Kernbestandteil des Programms sind Evergreens aus den späten 1950er bis zu den frühen 1990er Jahren.

## Programm
Die Oldie Antenne sendet seit 1. Februar 2022 ein Vollprogramm, welches aus den Elementen Musik, Information, Unterhaltung und Service besteht.
Im Jahr 2021 verzeichnete das moderierte Webradio Antenne Bayern – Oldies but Goldies über 1,2 Millionen Streamingabrufe pro Monat. Diesen Erfolg nahm die Antenne Bayern Unternehmensgruppe zum Anlass, das Webangebot unter neuem Namen als Oldie Antenne weiterzuführen, und erhielt dafür die bundesweite medienrechtliche Zulassung. Als Reminiszenz wird der frühere Name Oldies but Goldies weiterhin als Slogan verwendet. Nachrichten und Wetterbericht sind zur vollen Stunde zu hören.
Zum erfahrenen Moderationsteam gehören unter der Woche Stefan Schwabeneder als Morgenmoderator (6 bis 11 Uhr), Stephan Lehmann (11 bis 15 Uhr), Viktor Worms (15 bis 19 Uhr) und Gerlinde Jänicke (19 bis 22 Uhr) sowie am Wochenende Hakan Turan (Sa, So: 7 bis 12 Uhr), Bob Murawka (Sa: 12 bis 16 Uhr), Marion Pinkpank (Sa: 16 bis 20 Uhr) und Uwe Bahn (So: 12 bis 16 Uhr).

## Frequenzen
Zunächst erfolgte die digital terrestrische Verbreitung im DAB+-Standard in regionalen Multiplexen auf folgenden Kanalblöcken (Mittenfrequenzen):
- Bremen: 6A (181,936 MHz)
- Hamburg: 10D (215,072 MHz)
- Nordhessen: 6A (181,936 MHz)
- Niedersachsen
Nordseeküste: 11A (216,928 MHz), Altes Land / Visselhövede: 7B (190,640 MHz), Lüneburger Heide: 8B (197,648 MHz), Emsland: 10C (213,360 MHz), Oldenburger Land: 10B (211,648 MHz), Osnabrücker Land: 8B (197,648 MHz), Weserbergland: 9C (206,352 MHz), Hannover: 8C (199,360 MHz), Braunschweiger Land: 11B (218,640 MHz), Harz / Göttingen: 7D (194,064 MHz)[8]
- NRW: 9D (208,064 MHz)
- Saarland: 9C (206,352 MHz)
- Sachsen: 12A (223,936 MHz)
- Schleswig-Holstein
Region Sylt / Flensburg: 11D (222,064 MHz), Region Kiel / Mittelholstein: 5A (174,928 MHz), Region Heide / Westküste: 8C (199,360 MHz), Region Lübeck / Ostholstein: 9D (208,064 MHz)[9]

Seit dem 31. Juli 2023 wird das Programm zusätzlich und ergänzend in dem von Antenne Deutschland betriebenen zweiten bundesweiten Multiplex verbreitet.